# Sproston
Sproston är en civil parish i Storbritannien.   Den ligger i kommunen Cheshire West and Chester i riksdelen England, i den södra delen av landet, 240 km nordväst om huvudstaden London. Antalet invånare är 218.